# Zidan Sertdemir
Batuhan Zidan Sertdemir (Dinamarca, 4 de febrero de 2005) es un futbolista danés que juega como centrocampista en el F. C. Nordsjælland de la Superliga de Dinamarca.

## Trayectoria
Es un producto juvenil del Brøndby IF y pasó a la academia del F. C. Nordsjælland a la edad de 12 años. Fue transferido al club alemán Bayer Leverkusen el 15 de junio de 2021, firmando un contrato de 3 años. Debutó con el primer equipo del Bayer Leverkusen en un empate 1-1 con el Hertha Berlín en la Bundesliga el 7 de noviembre de 2021. Con 16 años y 276 días, es el debutante más joven del Bayer Leverkusen en la Bundesliga, y el segundo debutante más joven de la liga tras Youssoufa Moukoko.
El 31 de enero de 2023 regresó al F. C. Nordsjælland año y medio después de su salida.

## Selección nacional
Nacido en Dinamarca, es de ascendencia turca. Es internacional juvenil con Dinamarca, con la que ha representado a las selecciones sub-16 y sub-17.

## Estadísticas

### Clubes
Actualizado al último partido disputado el 25 de mayo de 2025.
| Club                         | Div.          | Temporada     | Liga  | Liga  | Copas nacionales | Copas nacionales | Copas internacionales | Copas internacionales | Total | Total |
| Club                         | Div.          | Temporada     | Part. | Goles | Part.            | Goles            | Part.                 | Goles                 | Part. | Goles |
| ---------------------------- | ------------- | ------------- | ----- | ----- | ---------------- | ---------------- | --------------------- | --------------------- | ----- | ----- |
| Bayer Leverkusen · Alemania  | 1.ª           | 2021-22       | 3     | 0     | 0                | 0                | 0                     | 0                     | 3     | 0     |
| Bayer Leverkusen · Alemania  | Total club    | Total club    | 3     | 0     | 0                | 0                | 0                     | 0                     | 3     | 0     |
| F. C. Nordsjælland Dinamarca | 1.ª           | 2023-24       | 13    | 0     | 3                | 0                | 5                     | 0                     | 21    | 0     |
| F. C. Nordsjælland Dinamarca | 1.ª           | 2024-25       | 31    | 1     | 2                | 0                | ―                     | ―                     | 33    | 1     |
| F. C. Nordsjælland Dinamarca | Total club    | Total club    | 44    | 1     | 5                | 0                | 5                     | 0                     | 54    | 1     |
| Total carrera                | Total carrera | Total carrera | 47    | 1     | 5                | 0                | 5                     | 0                     | 57    | 1     |